# Shields, Michigan
Shields är en ort i Saginaw County i delstaten Michigan, USA.